# Bullet for My Valentine
Bullet for My Valentine je štiričlanska metalcore skupina iz Bridgenda, Južni Wales. Nastali so leta 1997 pod imenom Jeff Killed John, ko so najprej začeli igrati pesmi Nirvane in Metallice. Leta 2003 so razvili svoj slog in postali Bullet for My Valentine.
Njihov prvi album The Poison je izšel 3. oktobra 2005 v Združenem kraljestvu in 14. februarja 2006 v Združenih državah. Drugi studijski album Scream Aim Fire je izšel 28. januarja 2008.

## Zgodovina

### Jeff Killed John
Jeff Killed John so nastali leta 1997. Zasedbo so sestavljali Matthew Tuck, Michael »Padge« Paget, Nick Crandle and Michael 'Moose' Thomas med študijem glasbe. 

Njihovo prvo ime je bilo »12 Pints of my Girlfriend's Blood«, kasneje so ga spremenili v »Jeff Killed John« in nato še v »Opportunity in Chicago«. Člani skupine Jeff Killed John so želeli slediti nu-metal trendu in skupinam, kot so Korn in Limp Bizkit. Basist Crandle jih je zapustil na večer, ko naj bi začeli snemati demo. Ker ga niso mogli posneti, so se razšli. Kasneje so se zopet zbrali in našli novega basista, to je bil Jason 'Jay' James. Ko je nu-metal postajal vse manj popularen, so fantje končno spremenili ime v Bullet for My Valentine. Sprejeli so spremembo glasbene zvrsti, tako da so igrali kar so želeli, in ne kar je bilo popularno.

### The Poison
Prvi album, The Poison, je izšel 3. oktobra 2005 v Združenem kraljestvu in 14. februarja 2006 v Združenih državah. Na lestvico Billboard 200 je vstopil pri številki 128, dosegel vrh pri 2. mestu na Top Heatseekers, in 11. mestu na Top Independent albums. Do 6. februarja 2008 se je v Združenem kraljestvu prodalo že kar 375,000 kopij. 

Izdali so štiri single iz albuma The Poison. To so »4 Words (To Choke Upon)«, njihov pvi singl, ki mu je sledil »Suffocating Under Words of Sorrow (What Can I Do)«. »All These Things I Hate (Revolve Around Me)« je dosegel Hot Mainstream Rock Tracks 13. mestu in 30. mesto na Modern Rock Tracks. »Tears Don't Fall« pa 24. mesto na the Hot Mainstream Rock Tracks in 32. mesto na the Modern Rock Tracks.

### Scream, Aim, Fire
Bullet for My Valentine so snemali video za pesem »Scream, Aim, Fire« 17. novembra, ki je z njihovega enako naslovljenega albuma. Kasneje so posneli nov video, ki so ga snemali v Kaliforniji. Album je bil posnet pri Sonic Ranch Studios in izdan 28. januarja 2008. Tuck ga je komentiral; »Največja sprememba je verjetno v tempu in agresiji. Tempo je veliko bolj hiter, veliko bolj agresiven. Album se je uvrstil na Billboard 200 s 4. mestom in 53,000 prodanimi kopijami v prvem tednu.

## Diskografija

### Albumi
- The Poison (2005)
- Scream Aim Fire (2008)
- Fever(2010)
- Temper Temper (2013)

### EPi
- Bullet for My Valentine (EP)
- Hand of Blood
- Hand of Blood EP: Live at Brixton

### Plošče
- Suffocating Under Words of Sorrow (What Can I Do)
- The Poison
- 4 Words (To Choke Upon)
- All These Things I Hate (Revolve Around Me)